# Galgenbucktunnel
Der Galgenbucktunnel ist ein Strassentunnel in der Gemeinde Neuhausen am Rheinfall im Kanton Schaffhausen in der Schweiz. Er dient als Umfahrung der Gemeinde Neuhausen am Rheinfall sowie als direkte Anbindung des Klettgaus (Hauptstrasse 13/Hauptstrasse 14) mit der A4 nach Winterthur resp. nach Deutschland. Auch der Kraftfahrzeugverkehr vom Flughafen Zürich – Bülach nach Schaffhausen (Hauptstrasse 4) wird durch den Galgenbucktunnel geführt. Obschon der Kraftfahrzeugverkehr durch den Galgenbucktunnel geführt wird, verlaufen offiziell die Hauptstrassen 4, 13 und 14 durch die Ortschaft Neuhausen am Rheinfall. Als Objekt des A4-Anschlusses Schaffhausen-Süd ist der Tunnel Teil des Nationalstrassennetzes, darf jedoch ohne Autobahnvignette befahren werden.

## Lage
Das westliche Portal befindet sich in der Enge zwischen Beringen und Neuhausen am Rheinfall. Das östliche Portal liegt direkt unterhalb des Schloss Charlottenfels im sogenannten Bahntal, zwischen den Bahndämmen der SBB-Rheinfallbahn (Bahnlinie Schaffhausen – Winterthur) und der DB-Hochrheinbahn (Basel Badischer Bahnhof – Schaffhausen – Konstanz).

## Name
Der Galgenbuck ist ein ca. 110 Meter über dem Rhein thronender Hügel. Auf ihm stand während Jahrhunderten der von weit her sichtbare Galgen des Stadtstaats Schaffhausen. Die letzte Hinrichtung auf dem Galgenbuck fand am 18. Februar 1822 statt.

## Bauweise
Der einröhrige Tunnel ist 1138 Meter lang und weist ein kontinuierliches Gefälle von 4,5 % auf. Er unterquert in einem grossen Bogen den Galgenbuck. 77 Meter (Enge 47 Meter und Bahntal 30 Meter) wurden im Tagbau erstellt, die restlichen 1061 Meter wurden im Sprengvortrieb mit knapp 1000 Sprengladungen zu 125 – 175 kg erstellt. Es fielen 171'000 m³ Ausbruchmaterial an. Im Werkleitungskanal unterhalb der Fahrbahn ist ein Fluchtstollen integriert. Der zweispurige Tunnel weitet sich kurz vor den Portalen auf drei Spuren aus. Die zwei Ausfahrspuren sollen den Verkehr aus dem Tunnel verflüssigen.
Der Galgenbucktunnel ist nur als Halbanschluss an die A4 angebunden. Die Verbindungen Klettgau – Winterthur und Deutschland – Klettgau sind kreuzungsfrei gestaltet. Für die Verbindungen Winterthur – Klettgau und Klettgau – Deutschland muss eine kurze Strecke auf dem Strassennetz der Stadt Schaffhausen zurückgelegt werden. Der Verkehr beim Anschluss Schaffhausen Süd wird über 9 Fahrstreifen auf 2 Ebenen geführt. Die Anbindung des Tunnels erfolgt in der Enge über einen Kreisel mit Bypass Richtung Klettgau.
Die Unterquerung des Charlottenfelstunnels der Deutschen Bahn (DB) in nur 6 Metern Abstand bedingte vorgängige geologische Erkundungen, Verstärkungsmassnahmen im DB-Tunnel sowie Unterbrüche des Bahnbetriebes während der Sprengungen.
Da es sich rechtlich um die Umgestaltung eines Nationalstrassenanschlusses handelt, übernahm der Bund im Rahmen der Neugestaltung des Finanzausgleichs und der Aufgabenteilung zwischen Bund und Kantonen die Kosten von ungefähr 215 Millionen Franken vollständig. Ursprünglich wurde mit Kosten von 240 Millionen Franken gerechnet.

## Geschichte
Der stetig zunehmende Autoverkehr durch Neuhausen am Rheinfall führte dazu, dass 1970 der Galgenbucktunnel in den Richtplan des Kantons Schaffhausen aufgenommen wurde. Eine Verkehrsentlastungsstudie der ETH Zürich zeigte 1992, dass die Förderung des öffentlichen Verkehrs keine genügend grosse Alternative zum Tunnel bietet. Vier Jahre später wurde 1996 die Stadttangente Schaffhausen der A4 mit dem Fäsenstaubtunnel, der Schrägseilbrücke über den Rhein und dem Cholfirsttunnel eröffnet. Spezielle Vorbereitungsbauten für einen späteren Bau des Galgenbucktunnels wurden keine getätigt. Im Jahr 2000 reichten die beiden Schaffhauser Bundesparlamentarier Ständerat Peter Briner und Nationalrat Gerold Bührer gemeinsam ein Postulat ein und forderten eine Erweiterung des A4-Anschlusses Schaffhausen Süd zugunsten von Neuhausen am Rheinfall. Ein Jahr später beauftragte das Bundesamt für Strassen ASTRA den Kanton Schaffhausen mit der Erarbeitung eines Generellen Projekts zum Galgenbucktunnel. Ende 2005 genehmigte der Bundesrat das Generelle Projekt für die Umgestaltung des Anschlusses mit dem Galgenbucktunnel. Anfang 2009 fand die öffentliche Planauflage statt und ein Jahr später erteilte das Eidgenössisches Departement für Umwelt, Verkehr, Energie und Kommunikation UVEK die Plangenehmigungsverfügung für den Tunnel. Im Februar 2011 starteten an beiden Tunnelportalen die Vorbereitungsarbeiten. Der offizielle Baubeginn fand im Oktober 2011 statt. Im Juli 2013 begannen die Vortriebsarbeiten und im Februar 2016 konnte der Tunneldurchschlag gefeiert werden. Danach folgten der Roh- und Innenausbau sowie die Ausrüstung des Tunnels. Am 6. Dezember 2019 wurde der Tunnel schliesslich dem Verkehr übergeben.
Bei Baubeginn fuhren täglich über 25'000 Fahrzeuge durch Neuhausen am Rheinfall. Die Verkehrsplaner rechnen nach der Inbetriebnahme mit einer Halbierung des Verkehrs.